# Lungenhypoplasie
Die Lungenhypoplasie ist eine mangelnde Entwicklung (Hypoplasie) der fetalen Lunge mit (teilweiser) Größen- und Volumenverminderung eines oder beider Lungenflügel.
Die englische Bezeichnung Pulmonary hypoplasia ist nicht mit einer „Pulmonalishypoplasie“, also einer Hypoplasie der Arteria pulmonalis zu verwechseln, insbesondere in älterer Literatur.

## Verbreitung
Die Häufigkeit wird mit 9–11 zu 10.000 Lebendgeburten bzw. 14 zu 10.000 Geburten angegeben.
Nach anderen Quellen kommt eine Lungenhypoplasie bei 1,4 % aller Geburten vor.
Bei einem Oligohydramnion vor der 24. Schwangerschaftswoche beträgt die Wahrscheinlichkeit einer Lungenhypoplasie etwa 24 bis 40 %.
Bei vorzeitigem Blasensprung soll die Häufigkeit bei 9–28 % liegen.
Eine Lungenhypoplasie gilt als häufige Ursache für Totgeburt oder Perinatale Mortalität.

## Pathomechanismus
Die Lungenentwicklung kann während jedes ihrer vier Entwicklungsstadien gestört werden:
- Embryonalstadium bis etwa 5. Woche
- Pseudoglanduläres Stadium bis etwa 17. Woche
- Kanalikuläres Stadium bis etwa 24. Woche, häufige Ursache ist hier ein Oligohydramnion
- Alveoläres Stadium ab der 24. Woche

## Formen
Lungenhypoplasien können einseitig oder beidseits vorkommen, nur einen Lungenlappen oder einen ganzen Lungenflügel betreffen.

## Einteilung
Nach systematischen Erwägungen ist eine Einteilung möglich in:
- Primäre Lungenhypoplasie[11]
  - Lobäre Agenesie, meist fehlender rechter Ober- und Mittellappen, z. B. kombiniert mit Lungenvenenfehlmündung (Scimitar-Syndrom) oder akzessorischem Diaphragma[12]
  - Hufeisenlunge[13][14]
- Sekundäre Hypoplasie aufgrund einer Kompression der Lunge, häufigere Form, s. u.

## Ursachen
Eine regelrechte Lungenentwicklung erfordert:
- genügend Fruchtwasser
- hinreichend großen Raum im Brustkorb
- ungestörte Zwerchfell-Bewegung
- normale Flüssigkeit in der Lunge

Als Ursache für eine sekundäre Lungenhypoplasie kommen daher zahlreiche Faktoren infrage wie:
- Oligohydramnion, z. B. bei Oligohydramnion-Sequenz, Plazentainsuffizienz, Urethralklappe
- Raumforderungen im Thoraxraum, z. B. Zystisch adenomatoide Malformation der Lunge, Teratom im Mediastinum oder Hals, Pulmonaler Sequester, Skelettdysplasie mit zu kleinem Rippenkäfig s. letale Formen
- verminderte Zwerchfellbewegung, z. B. angeborene Zwerchfellhernie (häufigste Ursache), große Raumforderung im Bauchraum, Zwerchfellagenesie

## Im Rahmen von Syndromen
Lungenhypoplasie können auch im Rahmen von Syndromen als Hauptmerkmal auftreten:
- Fryns-Syndrom
- Game-Friedman-Paradice-Syndrom
- Meckel-Gruber-Syndrom
- Letales multiples Pterygium-Syndrom Typ II
- Neu-Laxova-Syndrom
- Potter-Sequenz
- PAGOD-Syndrom (Synonyme: Kennerknecht-Syndrom; Lungenhypoplasie-Agonadismus-Dextrokardie-Zwerchfellhernie-Syndrom)
- Pena-Shokeir-Syndrom I (Synonyme: Fetale Akinesie; Arthrogryposis multiplex congenita - Lungenhypoplasie)
- Matthew-Wood-Syndrom

## Klinische Erscheinungen
Die Lungenhypoplasie manifestiert sich je nach Ausprägung als Atemnotsyndrom des Neugeborenen.

## Diagnose
Die Diagnose kann nach der Geburt im Röntgenbild erfolgen, meist ermöglichen die genannten zugrunde liegenden Auffälligkeiten bereits eine Vermutungsdiagnose in der Sonographie intrauterin, in der Regel mit Feinultraschall.
Eine Abschätzung des Lungenvolumens ist mit der fetalen Magnetresonanztomographie möglich.

## Differentialdiagnose
Bei Erwachsenen mit einseitiger Lungenhypoplasie muss differentialdiagnostisch auch an das Swyer-James-Syndrom, das Poland-Syndrom und das Scimitar-Syndrom gedacht werden:

## Therapie
Die Behandlung richtet sich nach der zugrunde liegenden Ursache. Es gibt Versuche, bereits beim Föten die Lungenentwicklung zu verbessern, z. B. durch Gabe von Kortikosteroiden, durch Fruchtwasserauffüllung oder invasivere Eingriffe.
Beim fetoskopischen Verschluss der kindlichen Luftröhre im Mutterleib wird über winzige Schnitte an Bauch und Gebärmutter der Mutter ein kleiner Ballon in die Luftröhre des Fetus eingeführt. Diese minimal-invasive Behandlungsmethode ist bei Zwerchfellhernien bereits seit über 15 Jahren etabliert. Mit dieser Methode kann in kurzer Zeit ein gutes Wachstum der Lungen sowie eine deutliche Verbesserung ihrer Durchblutung erreicht werden.

## Heilungsaussicht
Die Prognose korreliert mit dem Ausprägungsgrad und dem Schweregrad assoziierter Begleiterkrankungen.